# Safi (Burkina Faso)
Pour les articles homonymes, voir Safi (homonymie).
Safi est une localité située dans le département de Boala de la province du Namentenga dans la région Centre-Nord au Burkina Faso.

## Géographie
Safi se situe à 4 km à l'ouest de Boala, le chef-lieu du département, et à environ 40 km au nord-est de Boulsa. Le village est traversé par la route nationale 15 reliant Boulsa à Kaya.

## Économie
Du fait de sa localisation près de Boala et entre Boulsa et Kaya sur la RN 15, l'important marché de Safi représente une part important de l'activité économique du village.

## Éducation et santé
Le centre de soins le plus proche de Safi est le centre de santé et de promotion sociale (CSPS) de Boala.
Safi possède un centre d'alphabétisation et une école primaire publique.